# گرهارت فون شورین
گرهارت هلموت دتلِف گراف فون شوِرین (آلمانی: Gerhard Helmut Detleff Graf von Schwerin؛ ‏ تلفظ آلمانی: [ˈɡe:ɐ̯haʁt]؛ ‏ ۲۳ ژوئن ۱۸۹۹ – ۲۹ اکتبر ۱۹۸۰) نظامی بلندپایه آلمانی در دوره رایش سوم بود که در جریان جنگ جهانی دوم یگان‌های زرهی مختلفی را در ورماخت فرماندهی کرد.

## جنگ جهانی اول
گرهارت فون شورین سال ۱۸۹۹ در یک خانواده‌ٔ اشرافی پروسی به‌دنیا آمد. پدرش یک خدمت‌گذار مدنی در دولت ایالتی پروس بود. در سن ۱۵ سالگی وارد دانشسرای افسری در کوسلین شد و به عنوان افسر دانشجو به هنگ ۲ پیاده‌نظام محافظ در نیروی زمینی پروس پیوست. سپس به هنگ ۲ گرنادیر منتقل شد.
در سنین نوجوانی چند عملیات را در هر دو خط جبهه شرقی و غربی در جنگ جهانی اول تجربه و به‌عنوان فرمانده گروهان و آجودان گردان خدمت کرد. فون شوِرین روز ۲۶ سپتامبر ۱۹۱۸ در میدان نبرد مجروح شد و تا پایان جنگ در ماه نوامبر ۱۹۱۸ در بیمارستان بستری بود. او در سال ۱۹۱۸ بابت رشادت‌هایش در جنگ، نشان درجه ۱ و درجه ۲ صلیب آهنین دریافت نمود.

## سال‌های بین دو جنگ
فون شورین سال ۱۹۲۰ از خدمت مرخص شد. دو سال بعد را در یک شرکت تجاری در زمینه واردات قهوه در برمن و یک شرکت نفت در برلین مشغول به کارآموزی مدیریت تجاری بود. فون شورین سال ۱۹۲۲ مجدداً به عنوان یک سرباز حرفه‌ای به رایشسور پیوست و با درجه ستوان دومی در هنگ ۱ پیاده‌نظام شروع به خدمت کرد. سال ۱۹۳۱ به هنگ ۱۸ پیاده‌نظام در پادربورن ملحق شد و در ژوئن ۱۹۳۳ به درجه سروانی ترفیع یافت. فون شورین از سال ۱۹۳۳ تا ۱۹۳۵ در دوره ستاد کل در دانشکده نظامی پروس در برلین شرکت کرد. در همین هنگام بود که آدولف هیتلر در یک انقلاب سیاسی شبه‌نظامی قدرت را در دست گرفت و جمهوری وایمار را با تصویب قانون تفویض اختیارات ۱۹۳۳ منحل کرد و یک «دیکتاتوری نظامی» «ایدئولوژیک» را که آلمان نازی نام گرفت، برقرار ساخت که منجر به تغییرات اساسی در نظم سیاسی اروپا در سال‌های پس از جنگ جهانی شد.
فون شورین ماه اکتبر ۱۸۳۸ به درجه سرگردی رسید و از اواخر دههٔ ۱۹۳۰ یکی از افسران فرماندهی عالی نیروی زمینی بود.
فون شورین ماه ژانویه ۱۹۳۹، در حالی که در «بخش اطلاعات بریتانیا/ایالات متحده وزارت جنگ آلمان» در سفارت آلمان در لندن کار می‌کرد، به‌طور مخفیانه و با تصمیم شخصی، به دولت بریتانیا نزدیک شد و پیشنهاد کرد که اگر سیاست مماشات خود را با رایش سوم کنار بگذارد و در عوض به موضع مخالفت نظامی آشکار علیه تجاوزاتِ فزاینده رایش در اروپای مرکزی بپردازد، این رویکرد نقطه‌ای قابل اتکا و یاری‌رسان برای عناصر نظامی آلمان است که در آن زمان در فکر انجام یک کودتا علیه دولت ناسیونال سوسیالیست آدولف هیتلر بودند. در یک مهمانی شام در ماری‌لبون که توسط دریاسالار آبری اسمیت میزبانی شد، فون شورین با جیمز استوارت، نماینده دولت بریتانیا، دریاسالار جان هنری گادفری، رئیس اطلاعات نیروی دریایی بریتانیا و ژنرال جیمز مارشال-کورنوال، مدیر کل دفاع هوایی و ساحلی بریتانیا ملاقات کرد و به آن‌ها در مورد قصد هیتلر برای تهاجم به لهستان هشدار داد. علاوه بر این، فون شورین گفت که بهترین گزینه برای منافع بریتانیا و آلمان آن است که نویل چمبرلین جای خود را به عنوان نخست‌وزیر به وینستون چرچیل بدهد. در این جلسه، فون شورین از طرح افزایش فشار به‌منظور تسهیل کودتای نظامی داخلی توسط عناصر ضد نازی ورماخت که از آن آگاه بود، پشتیبانی کرد. او گفت این کار از طریق استقرار یک اسکادران از ناوهای جنگی نیروی دریایی بریتانیا که موقعیت خصمانه‌ای را در سواحل شمالی آلمان در دریای بالتیک اتخاذ کنند و همچنین انتقال برخی هواگردهای فرماندهی بمب‌افکن‌های نیروی هوایی توسط نیروی هوایی بریتانیا به جبهه‌های پیش از نبرد در فرودگاه‌های فرانسه قابل القاست و تمایل بالقوه امپراتوری بریتانیا برای رویارویی با نازی‌ها را نشان خواهد داد. این راهبرد سیاسی-نظامی به چمبرلین ابلاغ شد اما او در آن هنگام، چنین روشی را برای مقابله با تهدید روزافزون رایش سوم به دلیل آنکه بیش از حد خصمانه و تهاجمی است، رد کرد. با این حال، اظهاریه‌های فون شورین با دولت بریتانیا ممکن است به ارزیابی‌های کلی آن‌ها از وقایع روز کمک کرده باشد که در آن زمان در مورد نحوه برخورد با آدولف هیتلر و تصمیم برای موضع‌گیری در مرز لهستان (به جای جبهه‌ای دیگر) در هشت ماه آتی رایزنی می‌کردند. فرانک رابرتس که یکی از مقامات بخش آلمان وزارت امور خارجه بریتانیا بود، این پیشنهاد را جدی نگرفت - علی‌رغم خطری که فون شورین برای انجام چنین اقدامی در آستانه جنگ متحمل شده بود و به منزله خیانتی بزرگ محسوب می‌شد و در حوزهٔ قضایی رایش سوم در صورت کشف، مجازات اعدام داشت- و رویکردهای فون شورین را مساله‌ای داخلی در درون فرماندهی عالی آلمان دانست و آن را رد کرد. در آوریل ۱۹۳۹ شورین به درجه سرهنگ دومی ارتقا یافت.

## جنگ جهانی دوم
تلاش‌های فون شورین در لندن نتوانست از بروز جنگ جلوگیری کند و چند ماه پس از بازگشت او به آلمان در سپتامبر ۱۹۳۹ جنگ جهانی دوم آغاز شد. فون شورین به عنوان یک افسر نیروی زمینی در خط مقدم مشغول به خدمت شد و پس از آن درگیر یک کارزار مبارزاتی گسترده شد که او را از نبرد در کشورهای سفلی و فرانسه به شمال آفریقا، روسیه تا آلمان و ایتالیا کشاند.
او با شروع جنگ، فرماندهی گردان 1 هنگ پیاده‌نظام مکانیزه لشکر گروس‌دویچلانت را بر عهده گرفت و در سال ۱۹۴۰ بخشی از تهاجم آلمان به فرانسه و شکست و تسخیر آن بود. عناصری از نیروهای تحت امر او در این یگان مرتکب دو کشتار علیه تفنگداران سنگالی ارتش فرانسه شدند که خلع‌سلاح‌شده و اسیر بودند. او همچنین تا سال ۱۹۴۱ هنگ تفنگ‌داران شماره ۸۶ و هنگ گروسدویچلند را فرماندهی کرد.
گرهارت فون شورین در حالی که روز ۷ آوریل ۱۹۴۱ با آفریکاکور بود و فرماندهی هنگ ۲۰۰ عملیات ویژه را برعهده داشت، یک نیروی کماندویی مشترک آلمان و ایتالیا را در اعماق خطوط بریتانیا در لیبی فرماندهی کرد تا واحه مخیلی را به تصرف خود درآورد و جلودار آفریکاکور در عملیات آن در شمال آفریقا به رهبری اروین رومل بود که منجر به اسارت نزدیک به ۳۰۰۰ سرباز بریتانیا شد که از آن میان سه ژنرال بودند.
اواخر سال ۱۹۴۱ برای شرکت در عملیات بارباروسا به اروپا بازگشت و فرماندهی هنگ ۷۶ پیاده‌نظام را در جبهه شرقی در تهاجم به شوروی برعهده داشت که صلیب شوالیه صلیب آهنین را در ژانویه ۱۹۴۲  برای او به ارمغان آورد. از آوریل تا مه ۱۹۴۲ برای مدت کوتاهی، فرماندهی تیپ ۲۵۴ پیاده را بر عهده داشت و سپس در اواسط سال ۱۹۴۲ به فرماندهی لشکر هشتم یگر منصوب شد. اکتبر ۱۹۴۲ به درجه سرتیپی ارتقا یافت. از نوامبر ۱۹۴۲ فرماندهی لشکر شانزدهم پیاده‌نظام موتوریزه را برعهده داشت (در ژوئن ۱۹۴۳ به درجه سرلشکر ارتقا یافت) و درگیر نبرد استالینگراد شد و متعاقباً نشان‌های برگ‌های بلوط و همچنین شمشیرهای صلیب شوالیه را دریافت کرد. این نشان‌ها (که شخصاً توسط آدولف هیتلر در مراسمی در برگهوف در هنگام بازگشت فون شورین به آلمان اعطا شد) به دلیل هدایت لشکر در هنگام عقب‌نشینی از روسیه به او اهدا شد، در حالی که به‌طور مداوم توسط نیروهای شوروی تحت تعقیب بودند.
لشکر شانزدهم پیاده‌نظام موتوریزه ماه مارس ۱۹۴۴ به فرانسه منتقل شد. این یگان از نظر نظامی هم ارتقا یافت و به لشکر صد و شانزدهم زرهی تبدیل شد. در جریان نبرد با نیروهای امپراتوری آمریکایی و بریتانیایی که در سال ۱۹۴۴ وارد خاک فرانسه شده بودند، فون شورین پس از اختلاف نظر با یک مافوق به‌طور موقت از فرماندهی لشکر صد و شانزدهم زرهی برکنار شد اما پس از مدت کوتاهی دوباره به این سمت بازگشت.

### نبرد آخن
به دنبال پیشروی از مرز بلژیک به داخل خاک آلمان، نیروهای آمریکایی به شهر آخن نزدیک شدند، جایی که بقایای لشکر صد و شانزدهم زرهی شورین در آنجا مستقر بودند. در این هنگام، از این لشکر تنها ۶۰۰ نفر و دوازده تانک عملیاتی باقی مانده بود که توپخانه هم نداشتند. فون شورین به این نتیجه رسید که نیروی‌های او قدرت حفظ شهر در برابر متفقین را ندارند و تلاش برای انجام این کار از نظر تاکتیکی منجر به تلفات جانی بیهوده و به خطر افتادن غیرنظامیان شهر می‌شود؛ شهروندانی که چندین هزار نفر از آنها هنوز در شهر مانده بودند و از این مکان که اکنون در شرف تبدیل به خط مقدم نبرد بود، تخلیه نشده بودند. او همچنین تلاش می‌کرد از تخریب معماری کهن و آثار تاریخی شهر آخن جلوگیری کند - آخن پایتختی باستانی و محل تاجگذاری پادشاهان امپراتوری مقدس روم بود - فون شورین به‌طور یک‌جانبه تصمیم گرفت که از آخن عقب‌نشینی و آن را یک شهر بی‌دفاع اعلام کند، بدون این‌که از فرماندهٔ مافوقش مجوز بگیرد، دقیقاً همان کاری که دیتریش فون شولتیتس دو هفته پیش در پاریس انجام داده بود.
فون شورین بیانیه‌ای خطاب به فرمانده آمریکایی نوشت که آن را در اداره پست شهر گذاشت و او را از این تصمیم خود آگاه نمود و از او خواست که با شهروندان و افراد غیرنظامی آلمانی باقی‌مانده، رفتاری انسانی داشته باشد. هنگامی که فون شورین در حال آماده شدن برای ترک شهر بود، اطلاعاتی را از قرارگاه فرماندهی ارشد دریافت کرد که به نظر می‌رسد پیشروی آمریکایی‌ها متوقف شده‌است تا دست به آرایش نظامی جدیدی بزنند، در نتیجه حمله گسترده‌ای به آخن قریب‌الوقوع نیست و به او اطلاع دادند که نیروهای کمکی برای یاری رساندن به او و دفاع از شهر در راه است. در این لحظه، یک نیروی شناسایی آمریکایی در حومه جنوب غربی آخن ظاهر شد. فون شورین دستور ضدحمله و ممانعت از ورود به شهر را دریافت کرد و ضمن اجابت آن، به نیروهای تحت امر خود دستور داد تا درگیر شده و آن‌ها را عقب برانند. با توجه به تغییر سریع وضعیت، او افسری را فرستاد تا بیانیه شهر بی‌دفاع را که در اداره پست برای آمریکایی‌ها گذاشته بود، بازیابی کند اما این پیام در این زمان به دست پلیس امنیتی اس‌اس افتاده بود که تحت نظارت شخصی هیتلر در آخن فعالیت می‌کردند و برای تشدید مقاومت و جلوگیری از هرگونه نشانه‌ای از تزلزل در خط مقدم و افسران نیروی زمینی به آنجا فرستاده شده بود. با خواندن محتوای بیانیه، آن‌ها دستور دادند که فون شورین فوراً از سِمَت فرماندهی خلع شود و تحت بازداشت خانگی باشد و سرهنگ گرهارت ویلک را اعزام کردند تا جانشین او در فرماندهی لشکر صد و شانزدهم زرهی شود.

### خط مقدم جبهه ایتالیا و تسلیم
با کمک فیلدمارشال گرت فون روندشتت و والتر مدل، فون شورین به خاطر اقداماتش در آخن تنها توبیخ کتبی شدیدی دریافت کرد. او سپس به جبهه ایتالیا اعزام شد تا فرماندهی سپاه ۷۶ زرهی را در دسامبر ۱۹۴۴ به عهده بگیرد. در آغاز آوریل ۱۹۴۵ او به درجهٔ ژنرالی نیروهای زرهی (معادل سپهبد) ارتقا یافت. گرهارت فون شورین در ۲۶ آوریل ۱۹۴۵ در خطر مقدم جبهه ایتالیا به اسارت نیروی زمینی بریتانیا درآمد و اسیر جنگی شد. او در اواخر سال ۱۹۴۷ از اسارت رهایی یافت.

## سال‌های پس از جنگ
فون شورین در مه ۱۹۵۰ به سِمَت مشاور ارشد در امور نظامی و سیاست امنیتی صدراعظم کنراد آدناور و و رئیس آژانس مخفی دولتی «دفتر شورین» (با نام رمز «مرکز خدمات خانگی») منصوب شد که مسئول بازسازی نیروی‌های مسلح آلمان غربی بود که در دوران جنگ سرد تحت اشغال آمریکا بود. با این حال، پس از صحبت با مطبوعات در مورد شغل خود، از کار برکنار و تئودور بلانک در اکتبر ۱۹۵۰ جانشین او شد. فون شورین متعاقباً به عنوان مشاور سیاست نظامی برای گروه پارلمانی حزب دموکرات آزاد آلمان فعالیت داشت.
فون شورین بر اساس تصمیم اولیه خود مبنی بر عقب‌نشینی از آخن در نبردهای سپتامبر ۱۹۴۴ با نامگذاری خود به عنوان «ناجی آخن» (اگرچه درگیری‌های اساسی و قابل توجهی روی داده بود) تلاش کرد تا اعتبار ضد نازی پروسی خود را در محیط سیاسی پس از جنگ آلمان غربی افزایش دهد. در واقع ویرانی‌های شهر در نبرد بعدی آخن و پس از دستگیری و حذف او از صحنه رخ داده بود. این روایت تا حدی مورد پذیرش قرار گرفت و نشانه‌اش آن بود که به افتخار او، خیابانی به‌نامِ «خیابان گراف شورین» را به نام او کردند و در مراسمی که در دهه‌های ۱۹۵۰ و ۱۹۷۰ در آنجا برگزار شد، چند جایزهٔ مدنی و شهروندی به او اهدا شد. با این وجود در سال ۲۰۰۸، نام او از این خیابان پس از مخالفت‌های سیاسی محلی در شهر برداشته شد و به «خیابان کورنلیمونستر» تغییر یافت و دلیلش آن بود که در هنگام فرماندهی نظامی او در آخن دو پسر نوجوان در تصمیمی آنی، به جرم دزدی اعدام شدند.

## زندگی خصوصی
فون شورین سه بار ازدواج کرد. نخستین ازدواج با «هرتا کاننگیسر» بود. دومی با «یولیا تسولیخ»، که به تولد دو فرزند گابریل (زادهٔ اوت ۱۹۳۲) و کریستیان (زادهٔ ژانویه ۱۹۳۹) و دو نوه «الکس فون روتنبرگ» و «ماکسیمیلیان زو سین ویتگنشتاین» منجر شد. آخرین ازدواج او با «استر کلیپل» بود. شورین در سال ۱۹۸۰ در سن ۸۱ سالگی درگذشت.

## نشان‌ها
- صلیب آهنین درجه ۲ و ۱ (۱۹۱۴)
- گیره صلیب آهنین درجه ۲ (۱۱ مه ۱۹۴۰) و درجه ۱ (۱۹ مه ۱۹۴۰)[۲۵]
- صلیب شوالیه صلیب آهنین با برگ‌های بلوط و شمشیرها:
  - صلیب شوالیه در ۱۷ ژانویهٔ ۱۹۴۲: سرهنگ و فرمانده هنگ ۷۶ پیاده‌نظام[۲۶]
  - برگهای بلوط در ۱۷ مه ۱۹۴۳: سرلشکر و فرمانده لشکر شانزدهم پیاده‌نظام[۲۶]
  - شمشیر در ۴ نوامبر ۱۹۴۳: سپهبد و فرمانده لشکر شانزدهم پیاده‌نظام موتوریزه[۲۷]